# A Shocking Accident
A Shocking Accident é um filme de comédia em curta-metragem britânico de 1982 dirigido e escrito por James Scott. Venceu o Oscar de melhor curta-metragem em live action na edição de 1983.

## Elenco
- Rupert Everett - Jerome e Mr. Weathersby
- Jenny Seagrove - Sally
- Barbara Hicks - Tia Joyce
- Benjamin Whitrow
- Tim Seeley - Stephen
- Richenda Carey - Susan
- Sophie Ward - Amanda
- Sarah Elliott - Brenda
- Daniel Chatto - Paul